# Ruslan Ponomarjov
Ruslan Ponomarjov (ukrajinski: Руслан Пономарьов) (rođen: Horlivka, Ukrajina, 11. listopada 1983.), ukrajinski velemajstor i svjetski šahovski prvak (po FIDE verziji). 

## Životopis
Ruslan Ponomarjov je bio svjetski šahovski prvak po FIDE verziji od 2002. do 2004. godine. Na rating listi FIDE od 1. listopada 2005. zauzima 19. mjesto. Najbolji plasman, 6. mjesto, imao je 2002. godine.
Šah je počeo igrati sa sedam godina. Godine 1994. na svjetskom prvenstu dječaka do 12 godina starosti osvojio je treće, a 1995. prvo mjesto. Iako star samo 12 godina, godine 1996. nastupio je na prvenstvu Europe za igrače do 18 godina i pobijedio. Godinu dana kasnije, postao je i svjetski prvak za igrače do 18 godina. Nakon toga prestao je igrati na omladinskim turnirima.
Odlične rezultate zabilježio je i na nekoliko međunarodnih turnira tijekom 1997. Već 1998, kao četrnaestogodišnjak, osvojio je titulu velemajstora. Iste godine prvi put je nastupio u reprezentaciji Ukrajine na šahovskoj olimpijadi u Elisti (Rusija) i osvojio sedam bodova iz devet partija.
Godine 2002. postao je svjetski šahovski prvak po FIDE verziji na turniru u Moskvi. U finalu je pobijedio Vasilija Ivančuka. 
Vođeni su pregovori o meču s Garijem Kasparovom. Bilo je predviđeno da se pobjednik tog meča susretne s pobjednikom meča između Vladimira Kramnika i Petera Lekoa i tako ujedini titulu svjetskog prvaka. Ponomarjev nije pristao na sve uvjete koje je tražila FIDE pa je meč, planiran za rujan 2003., bio otkazan. Ponomarjov je odbio nastupiti na turniru za svjetsko prvenstvo FIDE u Libiji 2004. Zbog lošeg plasmana na rating listi nije pozvan na turnir osmorice u San Luisu 2005.

## Vanjske poveznice
- Poveznice na tekstove o Ruslanu Ponomarjovu  Arhivirana inačica izvorne stranice od 8. kolovoza 2003. (Wayback Machine)
- Ključne pozicije iz nekih od njegovih partija

| Prethodnik:       | Svjetski šahovski prvak 2002. – 2004. | Nasljednik:        |
| Viswanathan Anand | Svjetski šahovski prvak 2002. – 2004. | Rustam Kasimdžanov |